# Vittorio Melloni
Vittorio Melloni (Bologna, 5 luglio 1939 – Rocca Priora, 3 ottobre 1992) è stato un regista italiano.

## Biografia
Iniziò a teatro come assistente di Luigi Squarzina per poi lavorare in radio alla regia di Chiamate Roma 3131. 
Per anni fu regista di Linea verde, programma di Rai 1, e Chi l'ha visto?. 
Fu ucciso nella sua casa  di Rocca Priora il 3 ottobre 1992 .
Ebbe una figlia, Alice Melloni.

## Televisione
- Quasi due metri - film TV (1979)

### Programmi televisivi
- Magic! (1986)
- Linea verde (1988-1989)
- Chi l'ha visto? (1991-1992)

## Radio

### Prosa radiofonica
- La balena bianca di Massimo Dursi, trasmessa il 1º maggio 1967.
- Break di Giorgio Fontanelli, 27 novembre 1972.
- La stretta via al profondo nord di Edward Bond, 2 marzo 1972.
- American blues, tre atti unici di Tennessee Williams, 6 maggio 1972.
- Melodrama play di Sam Shepard, 2 luglio 1972.
- Guanto azzurro vincente di Giorgio Fontanelli, 29 luglio 1972.
- Delitto e castigo di Fëdor Dostoevskij, 15 puntate dal 30 ottobre al 17 novembre 1972.
- Parma 1922 di Nanni Balestrini, 29 aprile 1973.
- Verso Damasco di August Strindberg, 19 maggio 1973.
- Camminando nel deserto di John Whiting, 16 luglio 1973.
- Lear di Edward Bond, 24 febbraio 1974.
- Guerra e pace di Lev Tolstoj, 40 puntate dal 4 marzo al 26 aprile 1974.
- La pompa di James Cameron, 2 luglio 1974.
- Fiesta di Ernest Hemingway, 15 puntate dal 6 al 24 gennaio 1975.
- Via dalla pazza folla di Thomas Hardy, 18 puntate dal 24 novembre al 17 dicembre 1975.
- La discesa di Fabio Doplicher, 20 aprile 1976.
- Il paraocchi di Kobina Sekyi, 2 giugno 1976.
- La grassa e la magra, di Gennaro Pistilli, 1º novembre 1976.
- Tom Jones di Henry Fielding, 18 puntate dal 17 gennaio al 9 febbraio 1977.
- Ragazzi di A. R. Guerney, 27 gennaio 1977.
- Minnie la candida di Massimo Bontempelli, 17 febbraio 1977.
- Prova inammissibile di John Osborne, 4 luglio 1977.
- L'annaspo di Raffaele Orlando, 18 luglio 1977.
- Acquidistanti di Carlo Villa, 30 novembre 1977.
- Il dottor Živago di Boris Pasternak, 20 puntate dal 23 febbraio al 17 marzo 1978.
- Dietrich di Carlo Monterosso, 21 dicembre 1978.
- I misteri di Bologna, adattamento di Lucia Bruni, 20 puntate dal 3 al 25 maggio 1979.
- Beatrice del Congo di Bernard Binlin Dadié, 2 luglio 1979.
- Parcheggio di famiglia di Fabio Doplicher, 2 ottobre 1979.
- Il castigo corporale di Gennaro Pistilli, 10 dicembre 1979.
- Spalle al muro di Barrie Keefe, 20 marzo 1980.
- Corpi di James Sauders, 15 aprile 1980.
- Sul letto del fiume in secca, di Muriel Spark, 28 maggio 1980.
- Lo zoo di vetro di Tennessee Williams, 4 gennaio 1982.
- Quindici parole per un coltello, di Maria Filippone Colonna, 8 luglio 1982.
- Il compagno Don Camillo di Giovannino Guareschi, dal 6 dicembre 1982 al 4 gennaio 1983.
- Don Camillo e i giovani d'oggi di Giovannino Guareschi, dal 5 al 28 gennaio 1983.
- Nozze a Torino di Vittorio Melloni, 25 luglio 1984.
- Il fratello orientale di Antonio Altomonte, 10 puntate dal 20 al 31 maggio 1985.
- Tavole separate di Terence Rattigan, 25 maggio 1985.
- Paesi tuoi di Cesare Pavese, dal 5 al 16 ottobre 1987.
- Il compagno di Cesare Pavese, dal 19 al 13 novembre 1987.
- La bella estate di Cesare Pavese, dal 16 al 4 dicembre 1987.
- La luna e i falò di Cesare Pavese, dal 7 al 31 dicembre 1987.
- Dialoghi delle Carmelitane di Georges Bernanos, 2 e 3 novembre 1991.
- La signora è uscita di Pascal Jardin, 11 febbraio 1995. (postumo)

### Programmi radiofonici
- Le voci d'Italia, 13 puntate (1978)
- Radio anch'io (1979)
- Radiodue 3131 (1980-1982)